# Lesley Thompson
Lesley Allison Thompson-Willie (20 settembre 1959) è una canottiera canadese.
Può vantare ben cinque medaglie olimpiche nel canottaggio conquistate in altrettante edizioni dei giochi olimpici. In particolare ha vinto una medaglia d'oro, tre d'argento e una di bronzo. 
Ha infatti vinto la medaglia d'oro alle Olimpiadi di Barcellona 1992 nell'otto con, la medaglia d'argento alle Olimpiadi di Los Angeles 1984 nel quattro con, la medaglia d'argento alle Olimpiadi di Atlanta 1996 nell'otto con, la medaglia d'argento alle Olimpiadi di Londra 2012, anche in questo caso nell'otto femminile e infine una medaglia di bronzo alle Olimpiadi di Sydney 2000 nell'otto con. 
Ha partecipato anche alle Olimpiadi di Seul 1988, alle Olimpiadi di Pechino 2008 e alle Olimpiadi di Rio 2016, quindi in totale a ben otto edizioni dei giochi olimpici estivi.
Nel 2015, all'età di 56 anni, ha ottenuto la medaglia di bronzo ai campionati del mondo di canottaggio nella specialità otto con.